# Свечановка
Свечановка (укр. Свічанівка) — село,
Перещепинский городской совет,
Новомосковский район,
Днепропетровская область,
Украина.
Код КОАТУУ — 1223210504. Население по переписи 2001 года составляло 107 человек .

## Географическое положение
Село Свечановка находится в 4-х км от левого берега реки Орель,
на расстоянии в 2,5 км от сел Козырщина, Малокозырщина, Александрия и посёлка Вишневое.
По селу протекает пересыхающий ручей с запрудой.